# Campylorhamphus trochilirostris
El picoguadaña piquirrojo (Campylorhamphus trochilirostris) es una especie de ave paseriforme de la familia Furnariidae, subfamilia Dendrocolaptinae, perteneciente al género Campylorhamphus. Es nativa del extremo sureste de América Central y de América del Sur.

## Nombres comunes
Aparte de picoguadaña piquirrojo (en Ecuador y Panamá), también se le denomina picapalo colorado (en Argentina y Paraguay), picapalo de pico rojizo (en Bolivia y Argentina), trepador pico de garfio (en Venezuela), guadañero rojizo (en Colombia) o pico-guadaña de pico rojo (en Perú).

## Distribución y hábitat
Las numerosas subespecies se distribuyen a veces de forma disjunta, desde el centro y este de Panamá, por Colombia, hacia el este hasta el norte y centro de Venezuela, y hacia el sur por el oeste de Ecuador, extremo noroeste y este de Perú, norte y este de Bolivia, oeste y sur de Paraguay hasta el centro norte y noreste de Argentina; en la parte oeste y sur de la cuenca amazónica brasileña (ausente en la parte norte), en el noreste árido de Brasil, hacia el sur por el centro, este y suroeste de este país.
Esta especie es el más ampliamente diseminado de los picoguadañas y considerado localmente bastante común en una variedad de hábitats; tiende a evitar selvas húmedas de baja altitud y prefiere áreas más caducifolias, como bosques del chaco, del cerrado, caatingas arboladas y bosques en galería; en la Amazonia prefiere bosques de várzea y riparios. Preferentemente a menos de 1000 m s. n. m. (metros sobre el nivel del mar), llegando por lo menos hasta los 2000 m s. n. m. en Venezuela y en el oeste de Ecuador.

## Descripción
Mide de 22 a 28 cm (centímetros) de longitud y pesa entre 30 y 55 g (gramos). Su pico es largo, esbelto, y fuertemente curvado, de color rojizo. El dorso es de color castaño rojizo rufo y el vientre castaño acanelado. La garganta y la cabeza están cubiertas de rayas color castaño y blancas.

## Alimentación
Se alimenta de insectos y de otros invertebrados, que encuentra escarbando en los troncos y ramas de los árboles.

## Reproducción
Es un ave solitaria y solamente forma pareja durante la época de apareamiento y crianza. Construye un nido en una cavidad de algún árbol. La hembra pone y los incuba conjuntamente con el macho, que también participa de la alimentación de los polluelos.

## Sistemática

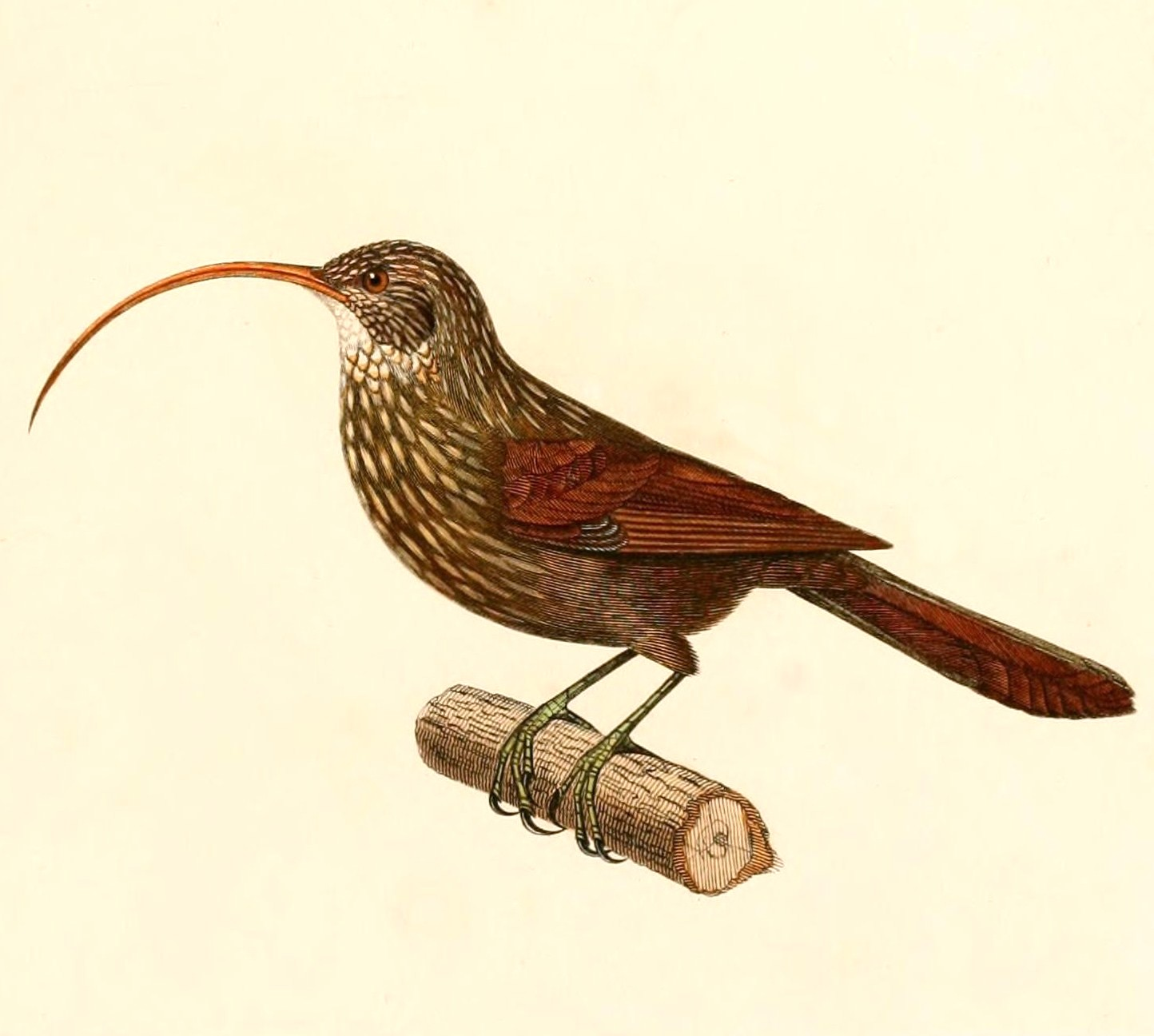
Dendrocolaptes procurvus = Campylorhamphus trochilirostris, ilustración en d'Orbigny Voyage dans l'Amérique méridionale, 1847.

### Descripción original
La especie C. trochilirostris fue descrita por primera vez por el naturalista alemán Martin Lichtenstein en 1820 bajo el nombre científico Dendrocolaptes trochilirostris; su localidad tipo es: «Brasil = Bahía, Brasil».

### Etimología
El nombre genérico masculino «Campylorhamphus» se compone de las palabras del griego «καμπυλος kampulos»: ‘curvado’, y «ῥαμφος rhamphos»: ‘pico’, por lo que significa ‘de pico curvo’; y el nombre de la especie «trochilirostris» se compone de las palabras del latín «trochilus»: ‘semicírculo’, y «rostris»: ‘de pico’, por lo que significa ‘de pico en semicírculo’.

### Taxonomía
Ocasionalmente fue tratada como conespecífica con Campylorhamphus falcularius. Los análisis genético-moleculares recientes indican que es hermana de C. procurvoides. Las evaluaciones de las variaciones geográficas y la separación de C. procurvoides se complican debido a las significativas variaciones individuales en la coloración general y en la extensión y el ancho del estriado, tanto en el dorso como por abajo, pero se pueden identificar por lo menos tres grupos geográficos evidentes: el «grupo venezuelensis» o picoguadaña piquirrojo norteño, del este de Panamá y norte de Sudamérica; el «grupo thoracicus» o picoguadaña piquirrojo occidental de la costa del Pacífico de Sudamérica; y el «grupo trochilirostris» o picoguadaña piquirrojo sureño de la Amazonia, Mata Atlántica e interior seco de Sudamérica. En este último grupo, las afinidades de las subespecies amazónicas son problemáticas; napensis es morfológicamente más próximo al «grupo thoracicus», mientras notabilis, snethlageae y devius son aparentemente más próximos a lafresnayanus del interior seco (región que también incluye hellmayri y major). Las subespecies propuestas C. t. omissus (del este de Brasil) y C. t. guttistriatus (del sur de Goiás, Brasil) se incluyen en major. La forma C. t. successor Todd, 1948 (descrita como subespecie de C. procurvoides) es un sinónimo posterior de notabilis.

### Subespecies
Según las clasificaciones del Congreso Ornitológico Internacional (IOC) y Clements Checklist/eBird v.2019 se reconocen doce subespecies, con su correspondiente distribución geográfica:
- Grupo politípico venezuelensis:

Campylorhamphus trochilirostris brevipennis en Darién, Panamá.

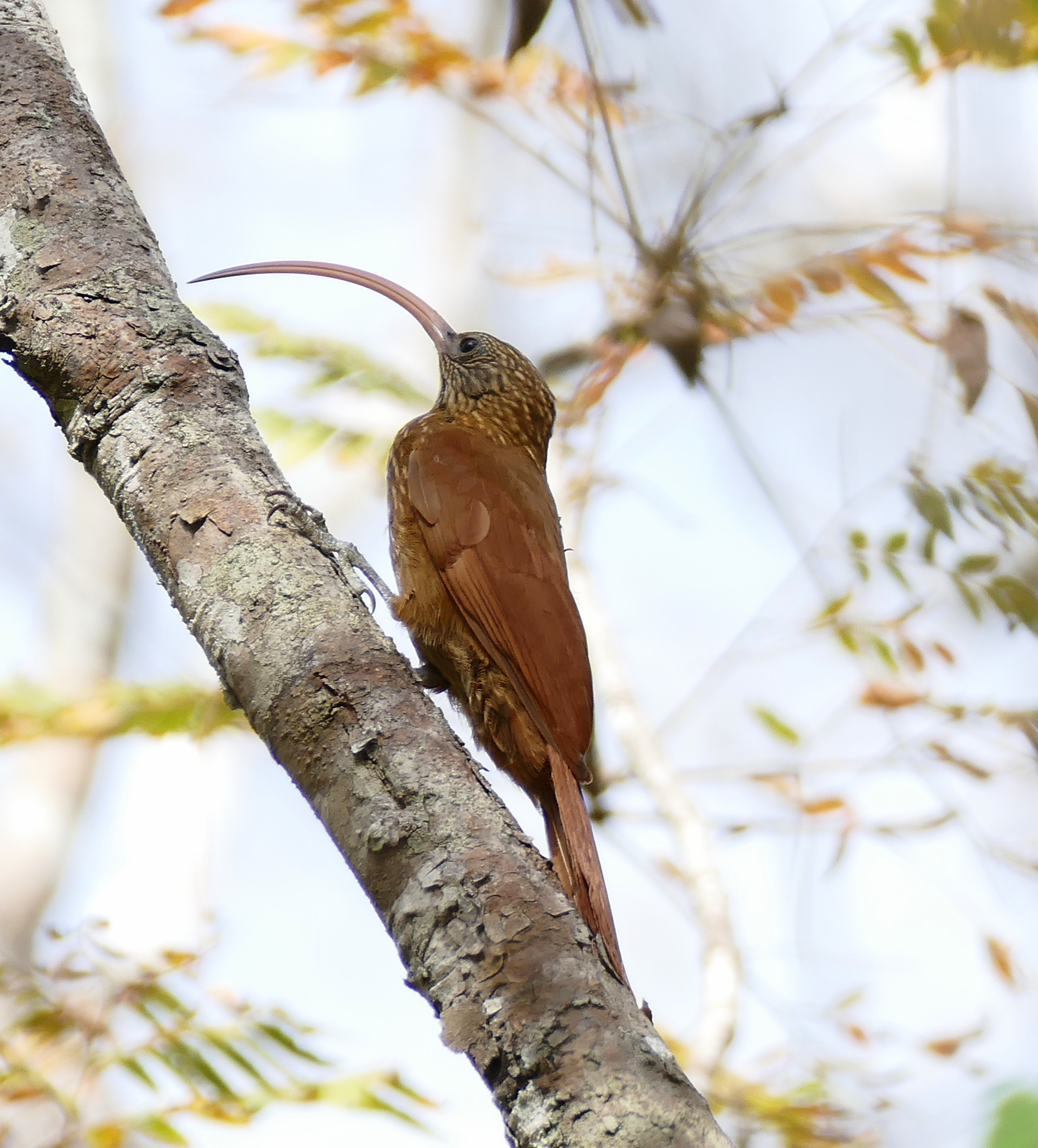
Campylorhamphus trochilirostris lafresnayanus en Poconé, Pantanal, Mato Grosso, Brasil.

  - Campylorhamphus trochilirostris brevipennis Griscom, 1932: centro y este de Panamá (norte de Coclé y este de la provincia de Panamá al este hasta Darién) y noroeste de Colombia (litoral del Pacífico al sur hasta el norte de Chocó).
  - Campylorhamphus trochilirostris venezuelensis (Chapman, 1889): localmente en el norte de Colombia desde Córdoba hacia el este hasta el valle del Magdalena (al sur hasta el norte de Huila), tierras bajas caribeñas y al este de los Andes orientales (Norte de Santander al sur hasta el oeste de Meta), y norte y centro de Venezuela (al este hasta Sucre, al sur hasta el río Orinoco; localmente en el noroeste y sur de Bolívar).

- Grupo politípico thoracicus:
  - Campylorhamphus trochilirostris thoracicus (P.L. Sclater, 1860): litoral del suroeste de Colombia (suroeste de Nariño) y oeste de Ecuador.
  - Campylorhamphus trochilirostris zarumillanus Stolzmann, 1926: litoral del extremo noroeste de Perú (Tumbes, Piura).

- Grupo politípico trochilirostris:
  - Campylorhamphus trochilirostris napensis Chapman, 1925: oeste de la Amazonia en el este de Ecuador y este de Perú.
  - Campylorhamphus trochilirostris notabilis J.T. Zimmer, 1934: suroeste y oeste de la Amazonia brasileña al sur del río Amazonas, desde el norte de Acre y el río Purús al este hasta el río Madeira; registrado también en islas ribereñas del bajo Amazonas cerca de Óbidos (en Pará).
  - Campylorhamphus trochilirostris snethlageae J.T. Zimmer, 1934: centro de la Amazonia brasileña en ambas márgenes del Amazonas desde el Madeira hacia el este hasta el río Tapajós, incluyendo islas ribereñas del Amazonas.
  - Campylorhamphus trochilirostris devius J.T. Zimmer, 1934: suroeste de la Amazonia en el norte de Bolivia; poblaciones del adyacente sureste de Perú y oeste de Brasil (Acre, suroeste de Amazonas) pueden representar esta subespecie.
  - Campylorhamphus trochilirostris lafresnayanus (d’Orbigny, 1846): este de Bolivia (Santa Cruz), suroeste de Brasil (oeste de Mato Grosso, oeste de Mato Grosso del Sur, posiblemente más lejos hacia el este) y oeste de Paraguay (al sur hasta el río Pilcomayo).
  - Campylorhamphus trochilirostris hellmayri Laubmann, 1930: suroeste de Paraguay (Ñeembucú) y norte de Argentina (Salta, Formosa y oeste de Corrientes, al sur hasta La Rioja, Santiago del Estero, norte de Santa Fe y Entre Ríos).
  - Campylorhamphus trochilirostris major  Ridgway, 1911: interior del noreste y sureste de Brasil, desde Piauí, Ceará y oeste de Pernambuco hacia el sur hasta Minas Gerais y extremo oeste de Paraná.
  - Campylorhamphus trochilirostris trochilirostris (Lichtenstein, 1820): litoral oriental de Brasil desde Pernambuco al sur hasta el sureste de Bahía (Ilhéus).